# Рудик Іван Петрович
Іва́н Петро́вич Ру́дик (* 1985) — солдат Збройних сил України, учасник російсько-української війни.

## З життєпису
Мобілізований навесні 2014 року. Пройшов підготовку на Рівненському полігоні. Під час обстрілу на Луганщині при зачистці від бойовиків зазнав поранення в обидві ноги. З пораненими ногами зачищав від бойовиків Хрящувате й Червоний Яр.
Вдома чекали дружина Ірина та двоє синів — Артем і Сашко.

## Відзнаки
- 21 жовтня 2014 року — за особисту мужність і героїзм, виявлені у захисті державного суверенітету та територіальної цілісності України, вірність військовій присязі під час російсько-української війни, відзначений — нагороджений орденом «За мужність» III ступеня
- нагрудний знак «За мужність і відвагу»